# Tinodes hajeki
Tinodes hajeki là một loài Trichoptera trong họ Psychomyiidae. Chúng phân bố ở miền Cổ bắc.